# Alphons Peter Hubert Gielen
Alphons Peter Hubertus Gielen (Helden, 31 maart 1898 – 27 april 1956) was een Nederlands politicus.
Hij werd geboren als zoon van Leonardus Gielen (1846-1904) en Maria Catharina Gommans (1855-1925). Hij was ambtenaar bij de gemeentesecretarie van Helden voor hij in 1929 benoemd werd tot burgemeester van Grubbenvorst. In 1942 werd hij ontslagen maar na de bevrijding keerde hij daar terug als burgemeester. Gielen overleed in 1956 tijdens zijn burgemeesterschap op 58-jarige leeftijd. 